# Catalanova ploskev
Catalanova ploskev je premonosna ploskev. Smeri, ki omogočajo nastanek ploskve, so vzporedne fiksni ravnini.
Vektorska enačba Catalanove ploskve je
r = s(u) + v L(u)
kjer je 
- r = s(u) prostorska krivulja
- L(u) je enotski vektor v smeri premonosne ploskve. Vsi vektorji L(u) so vzporedni isti ravnini, ki je ravnina direktrise ploskve.

Parametrična enačba Catalanove ploskve je 
{\displaystyle x=f(u)+vi(u),\quad y=g(u)+vj(u),\quad z=h(u)+vk(u)\,}.
Če vse premonosne premice Catalanove ploskve sekajo fiksno premico, se ploskev imenuje konoida. 
Imenuje se po belgijskem matematiku Eugènu Charlesu Catalanu (1814 - 1894)